# Rabanera del Pinar
Rabanera del Pinar est une commune d’Espagne, dans la province de Burgos, communauté autonome de Castille-et-León.

## Liens
- Rabanera del Pinar
- Centro de Turismo Rural La Estación de Rabanera